# 古宋街道
古宋街道，是中华人民共和国河南省商丘市睢阳区下辖的一个街道办事处。

## 行政区划
古宋街道下辖以下地区：
王营村、常路口村、火神台村、老南关村、古宋村、香山庙村、叶园村、纠庄村、宋菜园村、三里桥村和堤口村。